# Jaroslav Simandl
Jaroslav Simandl (1907 Praha – 1987) byl československý motocyklový jezdec, šestinásobný účastník Šestidenní a v roce 1947 na stroji Jawa 250 člen vítězného týmu v soutěži o Mezinárodní trofej. Kromě závodní činnosti dlouhá léta působil jako konstruktér motocyklů.